# Geraldo Claudio Luiz Micheletto Pellanda
Geraldo Claudio Luiz Micheletto Pellanda CP (* 1. September 1916 in Umbará, Brasilien; † 2. Januar 1991) war Bischof von Ponta Grossa.

## Leben
Geraldo Claudio Luiz Micheletto Pellanda trat der Ordensgemeinschaft der Passionisten bei und empfing am 23. September 1939 das Sakrament der Priesterweihe.
Am 9. November 1960 ernannte ihn Papst Johannes XXIII. zum Titularbischof von Mades und zum Koadjutorbischof von Ponta Grossa. Der Apostolische Nuntius in Brasilien, Erzbischof Armando Lombardi, spendete ihm am 11. Februar 1961 die Bischofsweihe; Mitkonsekratoren waren der Erzbischof von Curitiba, Manuel da Silveira d’Elboux, und der Bischof von Ponta Grossa, Antônio Mazzarotto.
Am 20. März 1965 wurde Geraldo Claudio Luiz Micheletto Pellanda in Nachfolge des zurückgetretenen Antônio Mazzarotto Bischof von Ponta Grossa. Die Amtseinführung erfolgte am 24. April desselben Jahres.
Geraldo Claudio Luiz Micheletto Pellanda nahm an allen vier Sitzungsperioden des Zweiten Vatikanischen Konzils teil.